# دردسر دوگانه دانلد
دردسر دوگانه دانلد (به انگلیسی: Donald's Double Trouble) یک فیلم کوتاه انیمیشن دانلد داک ساخته‌شده در سال ۱۹۴۶ میلادی است که به‌دست آرکی‌او پیکچرز با استودیو انیمیشن والت دیزنی ساخته شده است. این کارتون چهارمین حضور دیزی داک است.
این کارتون همچنین نخستین حضور دَپر داک است که در این اثر نامش برده نشده است. سال‌ها بعد، او دوباره در افسانه سه شوالیه حضور یافت.